# Dong Yuping
Dong Yuping (née le 1er mars 1963) est une athlète chinoise. Elle participe à l'heptathlon féminin aux Jeux olympiques d'été de 1988. Elle participe également en 1987 aux épreuves d'heptathlon, saut en hauteur, saut en longueur, 100 mètres haies et 200 mètres course.